# Mustang
Mustang je pasma konja, ki izvira iz španskih berberskih žrebcev in andaluzijske konjske pasme, ki so jih v 16. stoletju Španci pripeljali v Ameriko in tam pobegnili v naravo, ter se po prerijah razmnožili. Pomen imena mustang izhaja iz španske besede »mesteno«, kar pomeni brez lastnika, ki je izpeljanka iz »la mesta«. To pa pomeni nekaj takega kot, ti pripadaš vsakomur in nikomur.

## Obnašanje
Zaradi družabnosti in pa obrambe pred plenilci mustangi oblikujejo črede, ki jo sestavlja žrebec in njegova družina, ki jo sestavlja dve do osem kobil z mladiči in mladimi konji. To je bilo v preteklosti za mustange zelo pomembno, ker so v nasprotnem primeru hitro postali žrtev številnih volkov, kojotov in pum. Čreda ima svoj teritorij, ki ga pase in tudi brani. Do ostalih čred so strpni le v mejah svojega teritorija in se z njimi celo povežejo. V kolikor jim grozi nevarnost do skupnega sovražnika. V čredi je vodilna kobila, po navadi je tudi najstarejša, ki v primeru nevarnosti vodi čredo, medtem ko žrebec ostane zadnji in se bori. Pred vsiljivcem se postavi na zadnje noge in tolče s sprednjimi nogami, sopiha, pri tem se dviga veliko prahu. Udarci kopita lahko nasprotnika celo ubijejo, zato se jih ljudje raje izogibajo.

## Razmnoževanje
Kobile se med aprilom in julijem pripravljene na parjenje. Žrebički, ki se kotijo spomladi, to je enajst mesecev po paritvi, si preko leta nabirajo moči tako, da so do pričetka zime že dovolj močni za težko življenje pozimi. Ko pride čas za porod, kobila zapusti čredo in si v bližini poišče miren skrit kotiček, kjer nato povrže. Čeprav imajo odrasli mustangi različno barvo dlake, imajo vsi žrebički ob rojstvu varovalno barvo, ki jih ščiti pred njihovimi sovražniki tako na območjih, kjer prevladuje pašnata neporaščena zemlja, kot na tistih s travo. Pravkar rojeni mladiči lahko kot ostale pasme konjev stojijo na nogah kmalu po rojstvu in zatem tudi presenetljivo hitro tečejo. Nekaj dni kasneje, to je po navadi dva do štiri dni, se skupaj z materjo vrnejo v čredo kjer tudi ostanejo vsaj še eno leto. Žrebec ne prenese drugih žrebcev v svoji bližini, zato mlade žrebce po treh letih prežene iz svoje črede. Ti tako imenovani izobčenci, ki so agresivni in polni energije, premladi, da bi k sebi lahko pritegnili kobile, se združijo v črede.

## Prehrana
Kot vsi konji so tudi mustangi povsem rastlinojedi. Zaradi pomanjkanja in nizke vsebnosti hranilnih snovi v suhi travi in nizkem grmičevju v njihovi domovini, so se temu morali prilagoditi, medtem ko to njihovim udomačenim sorodnikom ne bi zadostovalo. Mustangi zato nimajo hrane nikoli dovolj. Kot so si pri tem pomagali sami, mustangi pomagajo pri širitvi rastlin tako, da z iztrebki izločajo semena rastlin, ki jih ne morajo prebaviti, rastline pa se s tem razširijo po pašnikih. V izjemno neugodnih razmerah lahko tudi nekaj dni preživijo brez hrane in vode. Prav tako so se naučili, da v primeru če je voda zmrznjena led razbijejo s kopiti ali pa s kopiti očistijo nahajališča vode, zasuta s peskom in nečistočami. Da bi zadovoljili potrebo po tekočini, mustangi celo žvečijo bodičaste, a kljub vsemu sočne liste.

## Mustang in človek
Drugače kot pri ostalih divjih živalih, je za njegov obstoj in nastanek odgovoren človek. Največja ironija pri tem pa je, da je prav človek tudi tisti, ki je skoraj povzročil njegovo izumrtje. Še vse do konca 18. stoletja je živelo dva do pet milijonov teh čudežnih živali v najmanj devetih državah na zahodu ZDA. Kasneje, ko so prvi priseljenci začelji s kultiviranjem pokrajine, so jih na tisoče pregnali, polovili ali pobili. Največje množično uničevanje čred pa je potekalo v prejšnjem stoletju. Veliko jih je poginilo v času prve svetovne vojne, druge so pa udomačili in so postali konji kavbojev. Mnoge med njimi so pobili in predelali v hrano za živali, naravno gnojilo ali pa usnje. Tako je sredi šestdesetih let živelo le še osemnajst tisoč do štiriintrideset tisoč mustangov in na začetku sedemdesetih let le še deset tisoč.

## Območja in ogroženost
Danes ga najdemo samo še v področjih devetih držav na zahodu ZDA. Potem, ko je skoraj izumrl, so v Ameriki 1971 sprejeli zakon, po katerem je trpinčenje in pobijanje teh živali kaznivo dejanje. Ne glede na to, se še zmeraj zgodi, da jih veliki rejci živali in farmarji kruto pobijajo.